# Aleixo Tzâmplaco
Aleixo Tzâmplaco (em latim: Ἀλέξιος Τζαμπλάκων; romaniz.: Aléxios Tzamplákon; fl. 1317–1332) foi um aristocrata e alto oficial bizantino.

## Biografia
Os Tzâmplacos foram uma importante e rica família aristocrática atestada desde meados do século XIII, quando um de seus membros alcançou a alto posto militar de doméstico das escolas. Aleixo foi o filho deste homem. Aleixo é atestado pela primeira vez em 1317, em serviço ao imperador Andrônico II Paleólogo (r. 1282–1328). É então mencionado em 1326, quando manteve a dignidade de grande tzáusio e o posto de governador (céfalo) da cidade de Serres e da região de Popólia, ao sul do monte Pangeu, na Macedônia. Na guerra civil entre Andrônico II e seu neto Andrônico III (r. 1328–1341), Tzâmplaco inicialmente apoio o Andrônico mais velho, mas em 1327 mudou de lado, e foi recompensado com a promoção para grande papia e o governo de Zichne.
Em julho de 1331/1332, Tzâmplaco comandou a ala esquerda do exército bizantino na derrota em Rusocastro contra os búlgaros. Em novembro de 1332, em seu último ato como grande papia, ele co-assinou uma tratado com Veneza. Logo depois, e já tendo adotado o nome monástico Antônio, ele retirou-se para um mosteiro onde viveu seus dias. A data de sua morte é desconhecida, mas foi provavelmente após 1334.

## Família
Aleixo Tzâmplaco teve quatro filhos conhecidos, três filhos e uma filha:
- Asomaciano, que tornou-se mega-duque (comandante da marinha bizantina)
- Arsênio, que também tornou-se grande papia
- Demétrio, que tornou-se grande estratopedarca (um posto militar sênios)
- Uma filha de nome desconhecido, que casou-se com um membro da família Tornício.